# Districte d'Unao
El districte d'Unao o districte d'Unnao és una divisió administrativa de l'estat d'Uttar Pradesh amb capital a Unnao o Unao. Fou creat amb l'annexió d'Oudh el 1856 amb el nom de Purwa i perdut entre 1857 i 1858; fou restablert el 1858 amb la capital a Unnao i agafant aquest nom, però fou de dimensions més reduïdes fins al 1869 quan va agafar la seva forma actual i la capital va esdevenir municipalitat. La superfície és de 4.589 km² i la població al cens del 2001 de 2.200.397 habitants.

## Administració
Està dividit en:
- 5 tehsils
- 16 blocks
  - Bichiya
  - S. Karan
  - Hasanganj
  - Nawabganj
  - Safipur
  - Bangarmau
  - Fatehpur Chaurasi
  - Ganj Moradabad
  - Purwa
  - Bighapur
  - Sumerpur
  - Miyanganj
  - S. Sirosi
  - Auras
  - Asoha
  - Hilauli
- 3 municipalitats
  - Unnao
  - Bangarmau
  - Purwa
- 15 àrees urbanes
- 173 nyapanchayats
- 954 grampanchayats
- 18 thanes (estacions de policia)

## Història
Antigament formava part de la regió anomenada Kosala; s'han fet diverses troballes dins el districte. El pelegrí budista xinès Hiuen Tsang, va estar a Kanauj uns tres mesos el 636 i des d'aquesta ciutat va arribar a una distància de 26 km a la ciutat que anomena Na-fo-ti-po-ku-lo (Navadevakula) a la riba oriental del Ganges, que tenia 5 km de circumferència, el magnífic temple de Deva i diverses estupes i monestirs budistes; aquest lloc era a uns 3 km al nord-oest de Bangarmau i va portar després el nom de Nawal. Aquesta ciutat era probablement també la A-lo esmentada pel pelegrí Fa Hian (Fa Xian) als primera anys del segle v.
Sayyid Salar Masud, el ghazi gaznèvida, va lluitar al districte a la primera part del segle XI i s'assenyalen algunes tombes dels seus companys caiguts. No obstant els musulmans no van entrar a Unnao; entre vers el 1200 i vers el 1450 s'hi van retirar els rajputs fugint davant els musulmans conqueridors; van trobar la zona ocupada pels bhars i per castes baixes dels que són descendents el lodhes, ahirs i altres castes actuals. El primer establiment musulmà regular data del segle XIII o començament del XIV quan un santó de nom Ala al-Din procedent de Kanauj va anar al territori del raja de Nawal que va refusar admetre'l al seu territori; Nawal fou destruïda amb els seus habitants i encara anomenada Lauta Shahr amb significat d'una ciutat girada del revés; la dargah o capella-tomba del santó és el monument més antic del districte (porta data del 1302) però el lloc més antic és Sanchankot o Sujankot, al poble de Ramkot. El santó va fundar Bangarmau a poca distància. Al segle XV Ibrahim Shah Sharki de Jaunpur va enviar un contingent que va ocupar Safipur el 1425 i pocs anys després alguns sayyids es van apoderar a traïció de la fortalesa dels rages bisen d'Unao; la part oriental del districte fou llavors inclosa en el territori anomenat Baiswara.
Sota Akbar el Gran Unnao formà part del sarkar de Lucknow i subah d'Oudh o Awadh, però poca cosa se'n sap en el període mogol. Al segle XVIII formà part del govern del nawab d'Oudh Saadat Ali Khan I al que es va enfrontar amb èxit un cap bais, i durant el segle següent la regió va estar en permanent estat d'agitació i inseguretat. La part oriental del districte formava la chakla de Purwa io la part al nord d'aquest les chakles de Rasulabad i Safipur (que incloïa també el mahal de Mohan). La pargana d'Auras pertanyia a la chakla de Sandila (districte d'Hardoi) i les parganes de Patan, Panhan, Bihar, Bhagwantnagar, Magaryar, Ghatampur i Daundia Khera formaven part de la chakla de Baiswara.
Finalment Oudh fou annexionat pels britànics el 1856 i es va formar el districte de Purwa, però abans de l'organització, al cap d'un any, va esclatar el motí dels sipais, i el territori va quedar com tot l'Oudh en mans dels rebels, retirant-se el subcomissionat a finals de juny cap a Lucknow. Pocs dels tahikdars van romandre lleials i van ajudar els britànics; la majoria es va unir a la rebel·lió; un tercer grup va romandre neutral. El juliol Havelock va sortir de Cawnpore i va lliurar diversos enfrontaments avançant fins Unnao per no va poder mantenir les posicions i es va haver de retirar; a l'agost els anglesos van avançar altre cop però no fou fins al 19 de setembre, quan va arribar Outram, que els avançaments van permetre alliberar Lucknow del setge. El nord del districte fou netejat de rebels el febrer de 1858; el sud i l'est van donar més problemes; i Baiswara no fou pacificada fins al novembre de 1858. Llavors el districte va agafar el nom d'Unnao amb capital a aquesta ciutat. El districte tenia 13 parganes: Bangarmau, Fatehpur Chaurasi, Safipur, Pariar, Sikandarpur, Unnao, Harha, Asiwan-Rasulabad, Jhalotar-Ajgain, Gorinda Parsandan, Purwa, Asoha i Mauranwan. El 1869 el districte fou ampliat amb diverses parganes transferides de Rae Bareli i Lucknow (Panhan Patan, Bihar, Bhagwantnagar, Magaryar, Ghatampur i Daundia Khera de Rae Barelisent agregades al tahsil de Purwa, i la pargana d'Auras-Mohan de Lucknow i agregada al tehsil de Nawabganj amb capital a Mohan i des de 1891 a Hasanganj).
El districte formà part de la divisió de Lucknow a les Províncies del Nord-oest i des de 1901 a les Províncies Unides d'Agra i Oudh. La superfície era de 4.641 km² és a dir sensiblement igual que l'actual. El terreny era en general pla i els dos principals rius eren el Ganges i el Sai. Hi havia 10 ciutats (Unao amb 13.109 habitants el 1901, era la capital i única municipalitat aleshores) i 1.633 pobles. La població era:
- 1869: 945.955
- 1881: 899.069
- 1891: 953.636
- 1901: 976.639

Administrativament estava dividit en quatre tahsils:
- Unao
- Safipur
- Purwa
- Mohan (capital tralladada de Mohan a Hasanganj el 1891)

El 92% de la població eren hindís i el 8 per cent musulmans. La llengua general (98%) era l'awadhi dialecte de l'hindi oriental. Les castes principals eren els chamars, ahirs, lodhes, pasis, rajputs i kachhis. El 73% de la població vivia de l'agricultura.
El tahsil d'Unao o Unnao (amb les parganes d'Unao, Sikandarpur, Pariar i Harha) tenia 1036 km² i una població de 204.850 habitants el 1901, amb altres 286 pobles.

## Arqueologia
- Puntes de fletxa de coure trobades a Pariar a la vora del Ganges
- Diverses restes budistes
- Restes de Nawal
- Antics edificis musulmans a Bangarmau.